# シャッコー
シャッコー (SHOKEW) は、「ガンダムシリーズ」に登場する架空の兵器。有人操縦式の人型ロボット兵器「モビルスーツ」(MS)の一つ。初出は、1993年放送のテレビアニメ『機動戦士Vガンダム』。
作中の敵側勢力「ザンスカール帝国軍」（ベスパ）の試作機であり、その従来の主力機「ゾロ」を上回る高性能機として開発された。『Vガンダム』第1話でベスパ軍人の「クロノクル・アシャー」がテストパイロットを務めていたが、レジスタンス組織「リガ・ミリティア」との戦闘の混乱に乗じて主人公の「ウッソ・エヴィン」に奪われ、一時的に彼の搭乗機となる。のちに、量産機である「リグ・シャッコー」も登場する。機体デザインはシャッコー、リグ・シャッコーともに石垣純哉が担当した。

## 設定解説
ベスパの汎用高性能MSのプロトタイプとして開発された機体。次期主力機のデータ収集用に、各地で運用試験が行われていた。全領域における対MS戦を想定しており、内蔵兵装を極力廃して格闘能力や白兵戦能力を重視した設計となっている。汎用性が非常に高く、初心者のパイロットにも対応する。固定武装は肩に装備された銃身を伸縮収納可能な2連ショルダービーム・ガンのみだが、攻撃力ではゾロを上回る。額には一対のV字型に配されたブレードアンテナを備え、両眼にはマルチセンサーが搭載されている。脚部は従来型MSとは異なる、足首にあたる部品を持たない2つの軸を持つ関節が採用されている。
宇宙空間での試験後、ベスパの地上降下作戦に伴ってラゲーンのイエロージャケットに配備され、地上での運用試験が行われていたが、ポイント・カサレリアで運用試験を行っていたシャッコーがリガ・ミリティア所属の部隊と交戦し、戦場に居合わせたウッソ・エヴィンに強奪される。
評価結果には改善すべき点が確認されたものの、奪われたシャッコーが子供によって運用されていたことが伝えられると、ベスパ上層部の一部は本機の優秀な操作性の証明と判断、ザンスカールでは小国特有の人手不足の折、学徒さえ動員していた状況であり、本機の即時量産を推すこととなる。
機体はテストパイロットを務めていたクロノクルが自身で本機を撃墜し、回収している。回収された機体は本国に送られ、そのデータを元に量産機であるリグ・シャッコーが開発されたほか、他のMSの開発計画にも活かされた。
武装
試作型ビーム・ライフル
ベスパの開発したEパック方式のビーム・ライフル。センサーは不使用時には格納され、照準時にポップアップする。シャッコーの専用品というわけではなく、機体と合わせてテストされていた。イエロー・ジャケットで運用されたほかの試作機も同タイプのものを採用した。
2連ショルダービーム・ガン
右肩部に内蔵された折り畳み式のビーム兵器。肩部とはユニバーサル・ジョイントで結合され、フレキシブルに可動するため手持ち武器の死角でも照準を合わせることが可能。ビーム・ライフルの補助兵装として対近接戦闘を想定しており、ビーム・ライフルに比べ出力が抑えられている。
ビーム・ローター
飛行用のフライトユニット。戦闘時にはビーム・シールドとしても機能する。詳細はミノフスキー粒子#ビーム・ローターを参照。
宇宙空間での運用時にはビーム・シールドに換装される。
ビーム・サーベル
近接戦闘用兵装。出力は標準的なものだが、2本を束ねて射程を調節することも可能。
5連ガトリング・ガン
リガ・ミリティアの開発した兵装。Vガンダムのオプション兵装としてカミオンに搭載されていたものを使用した。劇中では抱え込んで使用した。だが発動の衝撃が大きく照準が合わせられず、命中精度に難があった。
その他
ほかにも劇中3話でゾロ用のビーム・ライフルを、劇中4話でVガンダム用のビーム・ライフルを使用している。
劇中での活躍
第1話から登場。ヨーロッパのポイント・カサレリアでクロノクル搭乗のもと運用テストを行っていた際に、リガ・ミリティア所属のコア・ファイターに遭遇、交戦状態に入る。この時の戦闘に巻き込まれたウッソ・エヴィンが本機を乗っ取り、しばらくウッソの機体として使用される。
劇中3話ではカテジナの救出のためシャッコーを持ち出して空爆されていたウーイッグへ向かい、道中で遭遇したガリー・タンのゾロを退けた後に空襲を行っていたゾロ2機を撃墜した。
4話ではシャッコーとリガ・ミリティア捜索のためポイント・カサレリアを爆撃したライオール・サバト率いる部隊と交戦、サバト機を撃墜し退けたものの、初めて人を討った感覚にウッソは動揺し、直後にクロノクルのゾロに機体を中破させられたため、イジェクションポッドで脱出し機体は放棄された。
なお、劇中では2話のガリー・タンとの遭遇戦でビーム・ライフルを失い、その後はVガンダムヘキサのオプションに採用されている5連ガトリングガンやゾロ用のビーム・ライフルなどを使用する。

## リグ・シャッコー
シャッコーの制式量産型。試作機であったシャッコーの評価結果を活かして優秀な操作性を維持しつつ、戦闘能力は強化された。試作機同様に格闘戦・白兵戦能力を主眼として設計されている。これはザンスカール帝国がサイド2圏内のコロニーを全て掌握できておらず、地球侵攻と同時にサイド2の連合艦隊とも対峙する必要があり、本国の防衛任務も担うことが想定されていたためである。地上用と宇宙用で設計の変更なく、追加装備の換装だけで対応可能となっている。
試作機では右肩に装備されていた2連ショルダービームガンは廃止され左右の肩の形状が同一となったほか、ジェネレーターの出力向上、装甲材の変更、バックパックの再設計など、大胆な仕様変更と改良を加えて開発された。これは試作機のデータだけでなく、ゾロをはじめとしたこれまでの量産型MSの運用データからのフィードバックとその過程で生み出された技術の反映を行ったためとされ、ベスパの開発体制の柔軟性をあらわしている。シャッコーより大型化されたバックパックと脚部にはハードポイントを備え、ハンドビームガンなどの武装を懸架することが可能となっている。頭部アンテナは試作型に採用されたツインブレードタイプから基部を支点に前後に可動するビーム・ストリングスを内蔵した中央の大型のアンテナ1本に変更された。本機はゾロアットを上回る攻撃力を持つ高性能機として量産された。当初は重力下運用においてビームローターを搭載する予定であったが、アインラッドの存在により省略し配備された機体も存在する。一方で、量産計画の前後に様々な運用案が立てられていた事から多くのバリエーションを持つ機体となった。
漫画版では、スピード重視の設計とされ、徹底的な軽量化と高速化が図られている。その影響で、ベスパの正規パイロットには乗りこなせない機体となったことから、MSグランプリで活躍するレーサー（セナ、プロスト、シューマッハ。新装版はゼナ、ブラスト、シューバット）を招聘して結成されたチーム「サンダーインパルス」が搭乗する。装甲には、星やドクロなどの派手な装飾が施されている。
武装
ビーム・ライフル
リグ・シャッコー専用に開発された射撃兵装。フォアグリップを備えている。
ハンド・ビーム・ガン
小型の射撃兵装でビーム・ライフルを小型にしたようなデザイン。不使用時はハード・ポイントに懸架される。ビーム・ライフルに比べ出力を抑えており、コロニー内戦闘などでの使用を想定してる。
ビーム・ストリングス
ゾロアットに装備されたものと同一で、捕縛や電撃による攻撃や、敵のけん制・かく乱に使用可能な電磁ワイヤー。頭部アンテナ先端及び両足の甲のスリットの3か所とゾロアットの物よりも装備数が減っている。
ビーム・ファン
ビームを扇状に展開する手持ち武器で、ビーム・サーベルとビーム・シールドの両方の特性を持つ攻防一体の武器である。だがビーム・サーベルよりも攻撃力に劣り、ビーム・シールドよりも防御力に劣る中途半端な完成度となった。
ビーム・シールド
左腕に装備する防御兵装。試作機同様に地上用装備としてビーム・ローターの装備も可能となっている。だが現場ではビーム・ローターの機動性の低さから、すでに実践投入されていたアインラッドとの連携を行う場合もあったとされる。
劇中での活躍
ウッソがザンスカール本国から脱出する際に立ちふさがる。パイロットはカテジナ・ルースであり、心理的効果もあってウッソを追い詰めるがジュンコ達の乱入によって機体は中破する。ビッグキャノンを巡る戦闘ではクロノクルの乗り捨てたコンティオをカテジナのリグ・シャッコーの狙撃で誘爆させ、発射されたビッグキャノンの射線をずらしズガン艦隊への直撃を逸らしている。その後劇中ではモトラッド艦隊の追跡が主となりアインラッドを装備したゲドラフの登場が中心だったことで出番は減少するものの、その後もエンジェル・ハイロゥ攻防戦にわたるまで多数登場する。アインラッドやツインラッドと共に運用される機体や、地球上では左腕にビーム・ローターを装着して飛行する機体も登場する。
漫画版では、サンダーインパルスが搭乗しウッソの Vガンダムに襲い掛かる。Vガンダムを全損寸前にまで追い込むが、救援に駆け付けたミューラ・ミゲルのV2ガンダムによって1機が撃破、残る2機もウッソが乗り換えたV2ガンダムによって撃破されている。

### リグ・シャッコー（近衛師団仕様）
リグ・シャッコーをカスタムアップした機体で、近衛師団用のカスタム機。機動性、運動性もベース機から向上している。選りすぐりの近衛師団員が搭乗することで新型機に匹敵する性能を発揮するとされている。額となるアンテナ基部にはセンサーが追加。機動性・運動性もリグ・シャッコーと比較し若干の向上が見られ、近衛師団の技量もあり最新鋭機に匹敵する能力を発揮する。
武装・装備
肩部大型シールド
左肩部に装備。女王マリアや政府高官の直衛を主任務としているため、視認性が高く敵の標的となりやすいビーム・シールドを廃して大型実体シールドを装備している。だが、設定画においては黒色のライン部からビームシールドを発生可能との指示書きも見られる。大型実体シールドにはビーム・シールド発生器が備えられているという資料もあり、劇中49話ではネネカ隊所属機がアインラッド搭乗時にビーム・シールドを展開している描写がある。
シールド内蔵ビーム・ガン
コロニー内での戦闘を考慮し、ビームライフルの使用が限定される状況で迎撃するための武装として、大型シールドの先端にはビームガンが内蔵されている。
メタルウィップ
非使用時には右肩部に磁力で巻き付けて渦巻き状に収納される。コロニー内や狭所での戦闘を考慮した格闘戦用の近接兵器で、使用時に開放して展開する。コロニー内などの戦闘で施設に被害を及ぼさないよう流れ弾を自らで作り出さないことを目的とた兵装。電撃攻撃も可能。
劇中での活躍
劇中44話にてタシロ艦隊との戦闘で本隊から流されてしまいエンジェル・ハイロゥに接近するために資材運搬船に偽装したホワイトアーク隊に、ザンスカールのコロニー「ブルー3」近郊で警護を行っていた近衛師団のキスハール・バグワット、カリンガ・ウォーゲルが本機を用いて臨検を行う。その後キスハールらに保護され「ブルー3」に潜入したホワイトアーク隊の潜入工作がばれて近衛師団と戦闘になり、その際にキスハールはリグ・シャッコーと共にホワイトアーク隊に拿捕される。ホワイトアーク隊のブルー3脱出後に擬装用として拿捕したリグ・シャッコーはトマーシュによって運用されていたが、クロノクルのもとへ赴こうとしていたシャクティの手引きでキスハールが機体を取り戻し脱出する。キスハール機はその後近衛師団に合流しようとした際にファラ・グリフォンの謀略により味方と同士討ちをさせられることとなり、シャクティを脱出させた後にキスハールの敵討ちのために向かってきたカリンガのリグ・シャッコーとビームサーベルを突き立てあって相討ちとなり、両機とも爆散する。
劇中49話では地球に降下したエンジェル・ハイロゥの護衛を行っていた近衛師団の機体が登場。ネネカ隊がエンジェル・ハイロゥ防衛にあたっていたほか、リング表面でアインラッドを装備した近衛師団機がエンジェル・ハイロゥ内に侵入しようとしていたV2ガンダムの迎撃にあたったものの一蹴された。

### リグ・シャッコー（ビームローター装備型）
『NEWモビルスーツバリエーション・ハンドブック(2)』で設定された機体。イエロージャケットに配備された機体で、ビーム・ローターを装備している。グリーン基調の本機配備部隊の一斉攻撃が、大陸バッタの大移動のように何も残さないさまから、「グラスホッパー隊」と称されることとなった。地球圏配備のリグ・シャッコーはすべてビーム・ローターが標準装備となっている。